# إيمي كوان
إيمي كوان هي لاعبة جمباز إيقاعي ماليزية، ولدت في 1 فبراير 1995 في سلاغور في ماليزيا.

## وصلات خارجية
- إيمي كوان على موقع الاتحاد الدولي للجمباز (biography) (الإنجليزية)
- إيمي كوان على موقع اتحاد ألعاب الكومنولث (مؤرشف) (الإنجليزية)
- إيمي كوان على موقع دورة ألعاب الكومنولث 2014 (مؤرشف) (الإنجليزية)